# Thomas Bluett
Thomas Bluett (c.1690 — 1749) foi um juiz britânico em Annapolis, Maryland.
Bluett ganhou fama duradoura pelo encontro com um escravo africano, Ayuba Suleiman Diallo, em 1731. Enquanto estava preso em Annapolis, Ayuba foi visitado por Thomas Bluett. Thomas ficou impressionado com ele e, através de outro escravo atuando como intérprete, escreveu a biografia de Ayuba "Some Memoirs of the Life of Job, the Son of Solomon, the High Priest of Boonda in Africa; Who was a Slave About Two Years in Maryland; and Afterwards Being Brought to England, was Set Free, and Sent to His Native Land in the Year 1734", publicado em Londres em 1734. Bluett morreu em 1749.